# San Carlos (kommun i Mexiko, Tamaulipas, lat 24,40, long -98,99)
San Carlos är en kommun i Mexiko.   Den ligger i delstaten Tamaulipas, i den centrala delen av landet, 600 km norr om huvudstaden Mexico City.
Följande samhällen finns i San Carlos:
- El Gavilán
- Corralejo
- Nuevo San Antonio
- Marmolejo
- Redención del Campesino
- La Nueva Unión
- Nuevo Praxedis Balboa
- Rincón Murillo
- La Garita